# Комбаров, Кирилл Владимирович
Кири́лл Влади́мирович Комба́ров (22 января 1987, Москва, СССР) — российский футболист, защитник и полузащитник. Брат-близнец Дмитрия Комбарова.

## Карьера

### Клубная

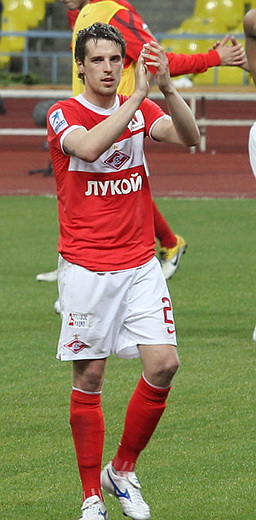
Комбаров в «Спартаке»

Кирилл Комбаров начал заниматься футболом с 4-х лет. С 1993 года занимался в футбольной школе московского «Спартака», куда пошёл благодаря тому, что тренер Николай Паршин хорошо знал отца Кирилла и потому, что Владимир Комбаров был болельщиком «Спартака». Паршин стал первым тренером Комбарова. Одновременно с футболом Комбаров с 9 до 11 лет занимался кикбоксингом. В возрасте 14 лет Кирилл, вместе с братом, покинули «Спартак» из-за конфликта с тренером, считавшим Комбаровых бесперспективными. Из-за этого ухода «Спартак» стал для обоих братьев самым принципиальным соперником.
После ухода из «Спартака» Комбаровы перешли в футбольную школу московского «Динамо», где тренировались у Юрия Ментюкова. С 2004 года они стали играть за дубль «бело-голубых».
20 сентября 2006 года Комбаров дебютировал в основном составе «Динамо» в матче Кубка России с нижегородским «Спартаком»; игра завершилась победой «Динамо» 2:0.
В августе 2010 года начались переговоры по поводу перехода обоих братьев Комбаровых в московский «Спартак»; сам Кирилл отказался комментировать слухи о трансфере. 15 августа Комбаровы стали игроками «Спартака»; сумма за трансфер обоих футболистов составила 10 млн долларов. Причиной перехода были названы желание развиваться, участие «Спартака» в Лиге чемпионов и то, что братья начинали футбольные выступления в школе «красно-белых». Президент «Динамо» Юрий Исаев сказал, что Комбаровы были готовы остаться в составе «бело-голубых» только в случае существенного увеличения заработной платы, на что клуб не пошёл. Несмотря на переход, Комбаров долгое время не мог дебютировать в составе «красно-белых» из-за травм пятки и голеностопа, полученных ещё в составе «Динамо». Только излечившись от травмы пятки, Кирилл, уже в составе «Спартака», получил повреждение внутренней боковой связки правого коленного сустава. Лишь 19 ноября футболист впервые за 3 месяца вышел на поле в официальной игре, сыграв матч за дубль «красно-белых». 8 декабря, в последней игре года, Кирилл дебютировал в основном составе «Спартака» в матче Лиги чемпионов с «Жилиной»; он сыграл на поле 83 минуты и получил жёлтую карточку. 8 апреля 2011 года в четвертьфинальном матче Лиги Европы против португальского «Порту» Комбаров забил свой дебютный мяч за «Спартак». Всего в сезоне 2011/12 Кирилл принял участие в 37 матчах команды в Премьер-лиге, трёх — в Кубке России и восьми — в Лиге Европы. В сезоне 2012/13 Комбаров стал играть в составе «Спартака» менее регулярно (18 матчей в РФПЛ), а в сезоне 2013/14 и вовсе практически выпал из основы «красно-белых», приняв участие лишь в шести матчах команды в чемпионате страны.
Сезон 2014/15 провёл на правах аренды в московском «Торпедо», где стал одним из лидеров команды. За «чёрно-белых» Комбаров сыграл в 23 матчах и отметился тремя забитыми голами. Тем не менее, по итогам сезона «Торпедо» вылетело из РФПЛ, а сам футболист вернулся в «Спартак». Сезон 2015/16 начинал основным игроком «Спартака», однако вскоре практически перестал попадать в состав, а после зимнего перерыва в первенстве был переведён в «Спартак-2». До конца сезона Комбаров принял участие в 11 играх «Спартака-2» и забил один гол.
26 июня 2016 года было объявлено, что Комбаров на два года подписал контракт с «Томью», воссоединившись со знакомым ему по работе в «Торпедо» тренером Валерием Петраковым. Сразу же после перехода в сибирский клуб Комбаров был выбран капитаном команды. Дебютировал 1 августа 2016 года в матче с «Краснодаром». В январе 2017 года стало известно, что футболист расторг контракт и стал свободным агентом. В этом же месяце подписал контракт с тульским «Арсеналом». По окончании сезона 2020/21 завершил карьеру игрока и стал спортивным директором «Арсенала-2».

## Достижения

### Командные
«Динамо» Москва
- Бронзовый призёр чемпионата России: 2008

«Спартак» Москва
- Серебряный призёр чемпионата России: 2011/12

### Личные
- Лучший молодой футболист российской премьер-лиги (лауреат премии «Первая пятёрка»): 2007
- В списках 33 лучших футболистов чемпионата России (1): № 3 — 2008

## Личная жизнь
Супруга — Екатерина, свадьба состоялась 17 мая 2010 года. 20 января 2011 года родился сын Илья. 16 ноября 2012 года родился сын Тимофей. 16 января 2017 года родился третий сын Александр, а 17 мая 2019 года — четвёртый сын Фёдор. В 2023 году Кирилл Владимирович основал в Санкт-Петербурге детскую футбольную школу «Ассист».

## Статистика

### Клубная
| Выступление      | Выступление      | Выступление      | Лига | Лига | Кубки | Кубки | Еврокубки | Еврокубки | Прочие | Прочие | Итого | Итого |
| Клуб             | Лига             | Сезон            | Игры | Голы | Игры  | Голы  | Игры      | Голы      | Игры   | Голы   | Игры  | Голы  |
| ---------------- | ---------------- | ---------------- | ---- | ---- | ----- | ----- | --------- | --------- | ------ | ------ | ----- | ----- |
| Динамо (Москва)  | Премьер-лига     | 2006             | 9    | 0    | 1     | 0     | —         | —         | —      | —      | 10    | 0     |
| Динамо (Москва)  | Премьер-лига     | 2007             | 29   | 4    | 5     | 0     | —         | —         | —      | —      | 34    | 4     |
| Динамо (Москва)  | Премьер-лига     | 2008             | 26   | 1    | 2     | 1     | —         | —         | —      | —      | 28    | 2     |
| Динамо (Москва)  | Премьер-лига     | 2009             | 26   | 0    | 2     | 0     | 4         | 0         | —      | —      | 32    | 0     |
| Динамо (Москва)  | Премьер-лига     | 2010             | 11   | 2    | 0     | 0     | —         | —         | —      | —      | 11    | 2     |
| Динамо (Москва)  | Итого            | Итого            | 101  | 7    | 10    | 1     | 4         | 0         | 0      | 0      | 115   | 8     |
| Спартак (Москва) | Премьер-лига     | 2010             | 0    | 0    | 0     | 0     | 1         | 0         | —      | —      | 1     | 0     |
| Спартак (Москва) | Премьер-лига     | 2011/12          | 37   | 0    | 3     | 0     | 8         | 2         | —      | —      | 48    | 2     |
| Спартак (Москва) | Премьер-лига     | 2012/13          | 18   | 0    | 1     | 0     | 6         | 0         | —      | —      | 25    | 0     |
| Спартак (Москва) | Премьер-лига     | 2013/14          | 6    | 0    | 1     | 0     | 1         | 0         | —      | —      | 8     | 0     |
| Спартак (Москва) | Премьер-лига     | 2015/16          | 12   | 0    | 1     | 0     | —         | —         | —      | —      | 13    | 0     |
| Спартак (Москва) | Итого            | Итого            | 73   | 0    | 6     | 0     | 16        | 2         | 0      | 0      | 95    | 2     |
| Торпедо (Москва) | Премьер-лига     | 2014/15          | 23   | 3    | 2     | 0     | —         | —         | —      | —      | 25    | 3     |
| Спартак-2        | ФНЛ              | 2015/16          | 11   | 1    | —     | —     | —         | —         | —      | —      | 11    | 1     |
| Томь             | Премьер-лига     | 2016/17          | 14   | 0    | 0     | 0     | —         | —         | —      | —      | 14    | 0     |
| Арсенал (Тула)   | Премьер-лига     | 2016/17          | 12   | 1    | 0     | 0     | —         | —         | 2      | 1      | 14    | 2     |
| Арсенал (Тула)   | Премьер-лига     | 2017/18          | 24   | 0    | 0     | 0     | —         | —         | —      | —      | 24    | 0     |
| Арсенал (Тула)   | Премьер-лига     | 2018/19          | 22   | 0    | 4     | 1     | —         | —         | —      | —      | 26    | 1     |
| Арсенал (Тула)   | Премьер-лига     | 2019/20          | 19   | 0    | 0     | 0     | 2         | 0         | —      | —      | 21    | 0     |
| Арсенал (Тула)   | Премьер-лига     | 2020/21          | 4    | 0    | 1     | 0     | —         | —         | —      | —      | 5     | 0     |
| Арсенал (Тула)   | Итого            | Итого            | 81   | 1    | 5     | 1     | 2         | 0         | 2      | 1      | 90    | 3     |
| Всего за карьеру | Всего за карьеру | Всего за карьеру | 303  | 12   | 23    | 2     | 22        | 2         | 2      | 1      | 350   | 17    |